# Klapavec Salvinův
Klapavec Salvinův (Staurotypus salvinii) je druh želvy z čeledi klapavkovití. Vyskytuje se ve Střední Americe. Je pojmenován po Osbertovi Salvinovi. Jde o téměř ohrožený taxon.

## Výskyt
Vyskytuje se v Belize, Salvadoru, Guatemale, západním Hondurasu a Mexiku (Chiapas a Oaxaca). 

## Popis
Samci jsou povětšinou menší než samice. Krunýř měří na délku asi 38 cm. Krunýř má také tři zřetelné „hřebeny“.

## Potrava
Živí se různými druhy ryb, korýšů, menších želv, hmyzu a měkkýšů a mršinami.

## Rozmnožování
Je vejcorodý.